# Unguiculella aggregata
Unguiculella aggregata är en svampart som först beskrevs av Feltgen, och fick sitt nu gällande namn av Franz Xaver von Höhnel 1906. Unguiculella aggregata ingår i släktet Unguiculella och familjen Hyaloscyphaceae.   Inga underarter finns listade i Catalogue of Life.